# Cerapteryx
Cerapteryx je rod moljaca iz familije Noctuidae.

## Vrste
- Cerapteryx graminis – rogovski moljac (Linnaeus, 1758) - prisutan u Srbiji [1]
- Cerapteryx megala (Alphéraky, 1882)